# Референдум про незалежність Невісу (1998)
Референдум про незалежність Невісу — референдум, який було проведено 10 серпня 1998 року. Попри те, що за незалежність проголосували 62 % виборців, необхідно було дві третини голосів, щоб домогтися успіху. Якби за незалежність проголосувало дві третини виборців, Невіс би відокремився від Федерації Сент-Кіттс і Невіс.

## Результати
| Вибір             | Голоси | %     |
| ----------------- | ------ | ----- |
| «За»              | 2427   | 61,83 |
| «Проти»           | 1498   | 38,17 |
| Недійсні бюлетені | 10     | —     |
| Всього            | 3935   | 100   |